# Aedes unilineatus
Aedes unilineatus är en tvåvingeart som först beskrevs av Theobald 1906.  Aedes unilineatus ingår i släktet Aedes och familjen stickmyggor. Inga underarter finns listade i Catalogue of Life.